# RAIKO
RAIKOは和歌山大学、東北大学が製造した超小型衛星。2012年7月21日にこうのとり3号機と共にH-IIBロケット3号機によって打ち上げられ、10月4日23時37分にきぼうから星出宇宙飛行士のロボットアームの操作によって放出された。

## 概要
日本主導の超小型衛星網UNIFORMの基盤技術研究開発と、海外への教育貢献（通称：UNIFORMプロジェクト）の一環として開発された。
きぼうから軌道に投入された後、太陽電池パドルの展開に失敗して電力不足に陥ったが、冗長系として設定しておいたエコモードを起動させ、運用を継続した。運用期間中の10か月間に63枚の写真を撮影した後に2013年8月6日に高度150kmの大気圏に突入し、運用を終了した。